# Jüdischer Friedhof (Pohořelice)
Koordinaten: 48° 58′ 56,9″ N, 16° 31′ 12,5″ O

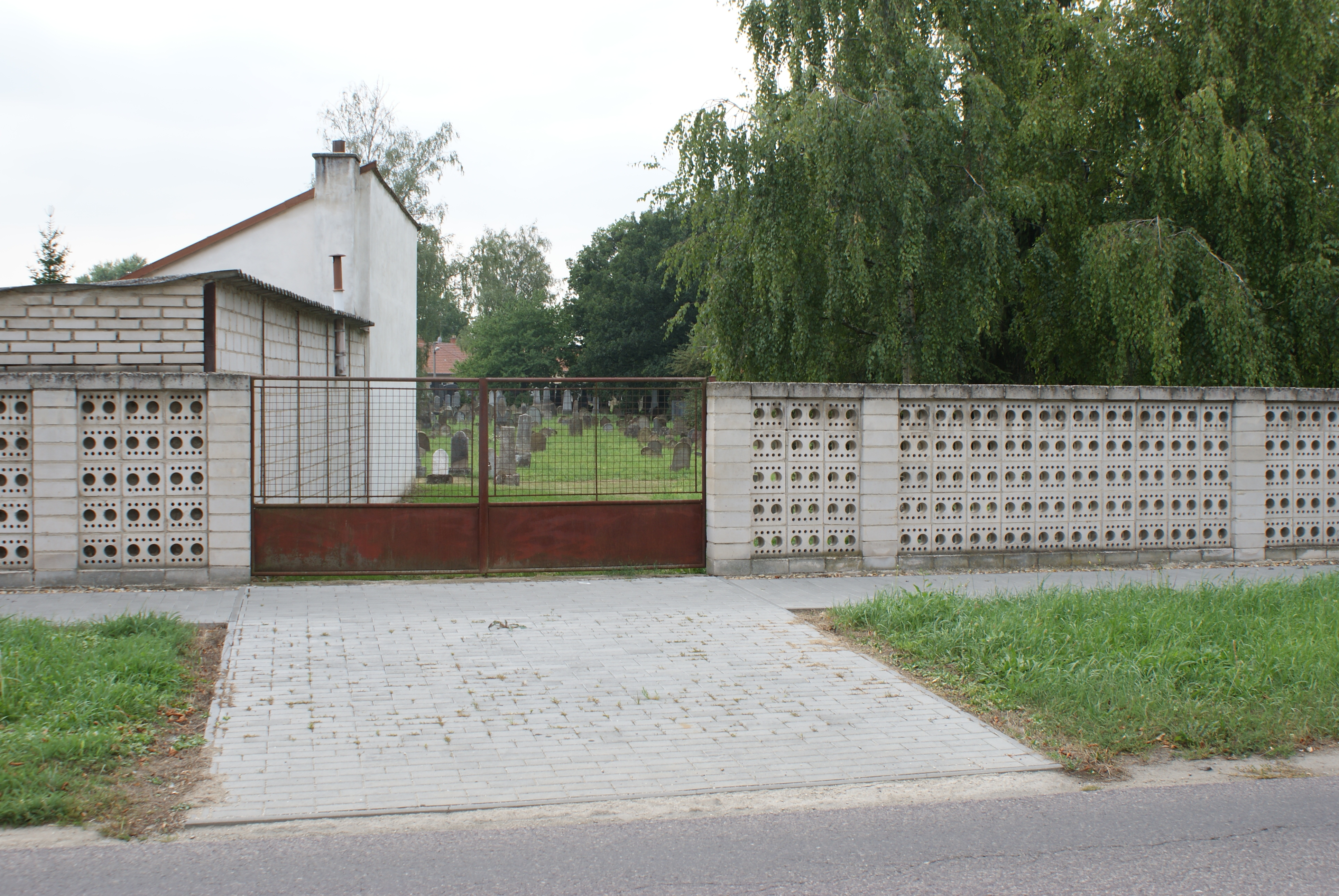
Eingang zum jüdischen Friedhof in Pohořelice

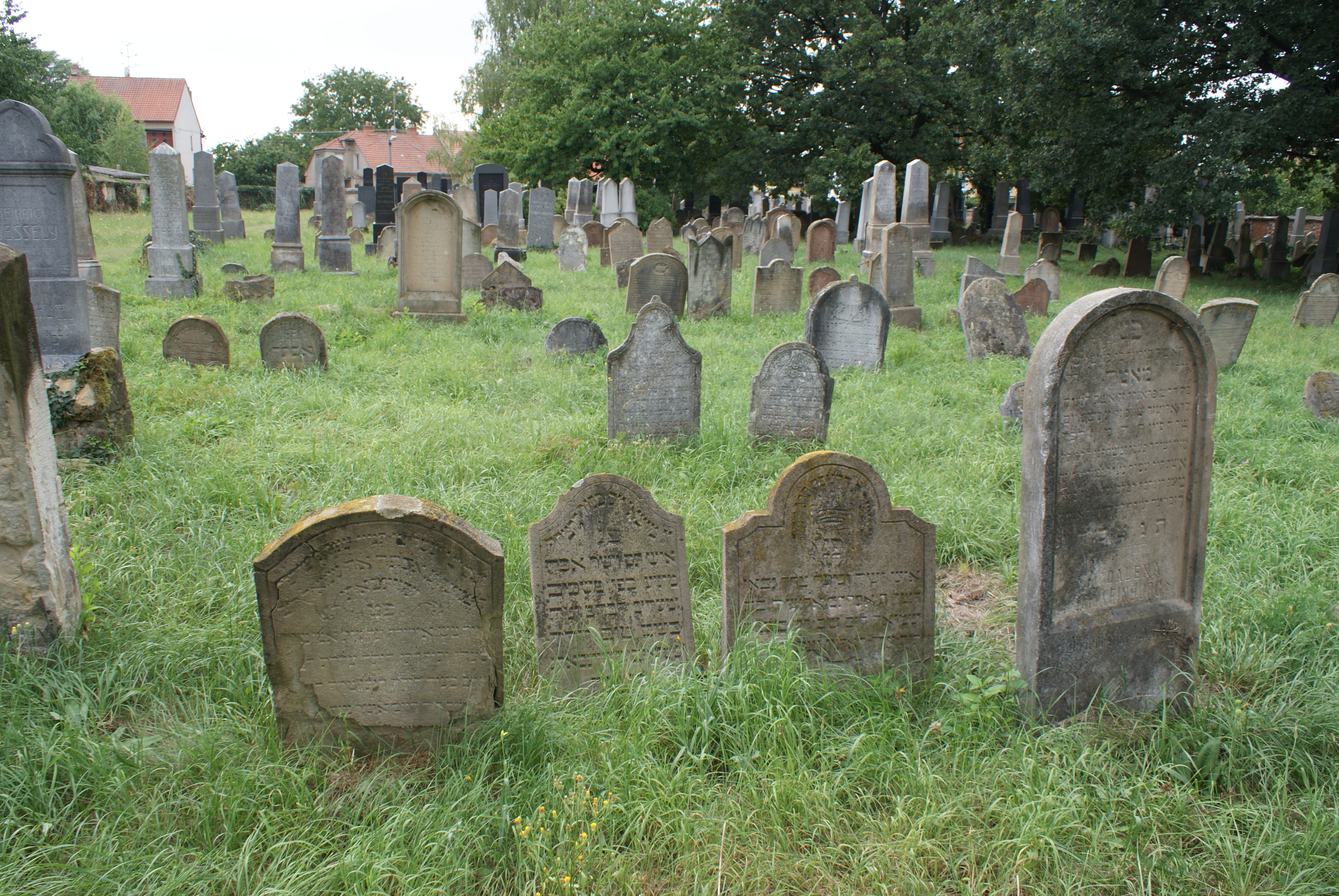
Ansicht

Der Jüdische Friedhof in Pohořelice (deutsch Pohrlitz), einer Stadt im Okres Brno-venkov in Tschechien, wurde Ende des 17. Jahrhunderts angelegt. Der jüdische Friedhof ist seit 1988 ein geschütztes Kulturdenkmal.
Die ältesten Grabsteine sind aus dem Jahr 1676. Auf dem Friedhof sind heute noch circa 250 Grabsteine erhalten.